# Vlag van Enspijk

Dorpsvlag Enspijk

De vlag van Enspijk werd op 19 juni 2010 door het Nederlandse dorp Enspijk in gebruik genomen na een ontwerpwedstrijd. Zestig vlagontwerpen werden ingediend, waarna deze met 42% de overhand kregen. Op de vlag is het wapen van Enspijk afgebeeld met de witte hoofdletters van de naam van het dorp, geplaatst op tien lichtblauwe golvende banen die de Linge vertegenwoordigen. De vlag is ontworpen door Williene.

Wapen van Enspijk

Acquoy
· Beekbergen-Lieren
· Beemte Broekland
· Bemmel
· Bennekom
· Bredevoort
· Deil
· Doornenburg
· Ederveen
· Elden
· Emst
· Enspijk
· Epse
· Gameren
· Gellicum
· Groenlo
· Harskamp
· Herwijnen
· Heukelum
· Heveadorp
· Hoenderloo
· Kerkdriel
· Klarenbeek
· Kootwijkerbroek
· Laag-Keppel
· Lathum
· Leuvenum
· Loenen
· Loil
· Meteren
· Netterden
· Oosterhuizen
· Radio Kootwijk
· Rumpt
· Schaarsbergen
· Spijk
· Stroe
· Teuge
· Uddel
· Ugchelen
· Vaassen
· Vierhouten
· Voorthuizen
· Vredenburg/Kronenburg